# Ampulex surinamensis
Ampulex surinamensis là một loài côn trùng cánh màng trong họ Ampulicidae, thuộc chi Ampulex. Loài này được de Saussure miêu tả khoa học đầu tiên năm 1867.